# Océane Sercien-Ugolin
Océane Sercien-Ugolin (* 15. Dezember 1997 in Cherbourg-Octeville, Frankreich) ist eine französische Handballspielerin, die dem Kader der französischen Nationalmannschaft angehört.

## Karriere

### Im Verein
Sercien-Ugolin wurde in Cherbourg-Octeville geboren. Im Alter von etwa anderthalb Jahren zog sie mit ihrer Familie nach Fontenay-aux-Roses, wo sie das Handballspielen erlernte. Nachdem die Linkshänderin in der Saison 2012/13 für den Handball Club d’Antony aufgelaufen war, schloss sie sich Issy Paris Hand an. Im Jahr 2016 unterschrieb die Rückraumspielerin einen Profivertrag bei Issy Paris Hand. Ein Jahr später verlor sie mit Issy Paris Hand das französische Pokalfinale mit 29:33 gegen Metz Handball. Zur Saison 2018/19 benannte sich der Verein in Paris 92 um. Im Sommer 2020 wechselte sie zum slowenischen Erstligisten Rokometni Klub Krim. Mit Rokometni Klub Krim gewann sie 2021 und 2022 die slowenische Meisterschaft sowie 2022 den slowenischen Pokal. Ab der Saison 2022/23 stand sie beim norwegischen Erstligisten Vipers Kristiansand unter Vertrag. Mit den Vipers gewann sie in den Spielzeiten 2022/23 und 2023/24 die norwegische Meisterschaft, in den Spielzeiten 2022/23 und 2023/24 den norwegischen Pokalwettbewerb sowie in der Spielzeit 2023/24 die EHF Champions League. Im Sommer 2024 wechselte sie zum ungarischen Erstligisten Debreceni Vasutas SC.

### In der Nationalmannschaft
Océane Sercien-Ugolin lief anfangs für die französische Jugend- sowie für die Juniorinnennationalmannschaft auf. Mit diesen Auswahlmannschaften nahm sie an der U-17-Europameisterschaft 2013, an der U-18-Weltmeisterschaft 2014, an der U-19-Europameisterschaft 2015 und an der U-20-Weltmeisterschaft 2016 teil.
Océane Sercien-Ugolin bestritt am 29. September 2019 ihr Länderspieldebüt für die französische A-Nationalmannschaft gegen Island. Noch im selben Jahr lief Sercien-Ugolin für Frankreich bei der Weltmeisterschaft auf, für die sie in sieben Einsätzen insgesamt sechs Treffer erzielte. Ein Jahr später errang sie bei der Europameisterschaft die Silbermedaille. Mit der französischen Auswahl gewann sie die Goldmedaille bei den Olympischen Spielen 2021 in Tokio. Sercien-Ugolin, die erst im Turnierverlauf für die verletzte Alexandra Lacrabère ins französische Aufgebot rückte, erzielte 13 Treffer in sechs Partien. Im selben Jahr gewann sie bei der Weltmeisterschaft die Silbermedaille. Mit Frankreich gewann sie die Weltmeisterschaft 2023.